# Tim Kaine
Timothy Michael Kaine, detto Tim (Saint Paul, 26 febbraio 1958), è un politico e avvocato statunitense, senatore per lo stato della Virginia dal 2013 e in precedenza governatore dello stesso stato dal 2006 al 2010. In precedenza, Kaine ha servito come Vicegovernatore della Virginia dal 2002 al 2006 e come sindaco di Richmond dal 1998 al 2001.
Inoltre, Tim Kaine è stato il candidato Vicepresidente degli Stati Uniti d'America per il Partito Democratico insieme alla candidata Presidente Hillary Clinton per le elezioni presidenziali del 2016.

## Biografia
Nato nel Minnesota da Mary Kathleen Burns e Albert A. Kaine, studiò alla Rockhurst High School a Kansas City, continuando poi all'università del Missouri, dove ottenne un bachelor nel 1979. Nel 1984 sposò il giudice minorile Anne Bright Holton da cui ebbe tre figli: Nat, Woody e Annella. 

## Carriera politica

### Sindaco di Richmond (1998-2001)
Dopo aver lavorato come avvocato per alcuni anni, Kaine si dedicò alla politica con il Partito Democratico e nel 1998 venne eletto sindaco di Richmond, maggiore città e capitale della Virginia. 

### Vicegovernatore della Virginia (2002-2006)
Kaine si candidò alla carica di Vicegovernatore della Virginia nel 2001. Si unì alla corsa dopo che la senatrice dello stato Emily Couric si ritirò a causa di un cancro al pancreas e appoggiò Kaine come suo sostituto.
Nelle elezioni generali, Kaine ha vinto con 925.974 voti (50,35%), superando il suo avversario repubblicano, il delegato statale Jay Katzen, fermo a 883.886 preferenze (48,06%).
Kaine assume le funzioni di Vicegovernatore della Virginia nel gennaio 2002, mantenendole fino al 2006.

### Governatore della Virginia (2006-2010)
Nel 2005, Kaine si candida alla carica di governatore della Virginia contro il candidato repubblicano Jerry W. Kilgore, ex procuratore generale dello stato. Kaine è stato ritenuto perdente per la maggior parte della gara, in svantaggio nei sondaggi per gran parte della campagna. Due sondaggi di settembre mostravano Kaine dietro Kilgore: di quattro punti percentuali in un sondaggio del Washington Post e di un punto in un sondaggio di Mason-Dixon/Roanoke Times. I sondaggi finali della corsa prima delle elezioni mostravano Kaine leggermente in vantaggio rispetto a Kilgore.
Kaine ha sorprendentemente prevalso su Kilgore, ottenendo il 51,7% dei voti contro i 912.327 dell'avversario (46,0%).
Assume le funzioni di Governatore della Virginia nel gennaio 2006 e le mantiene fino al 2010, alla scadenza del suo mandato naturale: in Virginia non è infatti possibile che il Governatore si ricandidi per 2 mandati consecutivi.
Gli succede il repubblicano Bob McDonnell.

### Presidente del Comitato Nazionale Democratico (2009-2011)
Nel 2009 venne nominato 51º presidente del Democratic National Committee, carica che mantenne fino al 2011. 

### Senatore degli Stati Uniti d'America per la Virginia (2013-)
Nel 2012 Kaine prese parte alle elezioni per il Senato e riuscì ad essere eletto, sconfiggendo l'ex governatore e senatore repubblicano George Allen. 
Viene rieletto nel 2018 e ha dichiarato che si ricandiderà per il seggio anche nel 2024. Kaine è stato rieletto nel 2024 sconfiggendo il candidato del Partito Repubblicano Hung Cao.

### Candidato Vicepresidente degli Stati Uniti d'America (2016)
Il 22 luglio 2016 Kaine è stato scelto da Hillary Clinton come proprio running mate per le elezioni presidenziali: ciò lo ha reso di fatto il candidato dei Democratici alla vicepresidenza. Kaine è stato confermato candidato vicepresidente dalla Convention democratica il 27 luglio dello stesso anno per acclamazione essendo l'unico candidato. Il 26 luglio 2016 è stato scelto da Hillary Clinton come candidato vicepresidente nella campagna elettorale per elezioni presidenziali.